# Zillion (film)
Pour plus de détails, voir Fiche technique et Distribution.
Zillion est un film dramatique biographique belgo-néerlandais réalisé par Robin Pront et sorti en 2022.

## Synopsis
En 1997 à Anvers, Frank Verstraeten ouvre sa propre discothèque le Zillion, qui rencontre très vite un succès phénoménal ainsi que la jalousie de ses principaux concurrents et même de ses propres employés...

## Fiche technique
Sauf indication contraire, les informations mentionnées dans cette section peuvent être confirmées par les bases de données cinématographiques IMDb et Allociné,  présentes dans la section « Liens externes ».
- Titre original : Zillion
- Réalisation : Robin Pront
- Scénario : Robin Pront et Kevin Meul
- Musique : Wim Coryn et Mounir Hathout
- Décors :
- Costumes : Catherine Van Bree
- Photographie : Robrecht Heyvaert
- Montage : Berd Jacobs
- Son : Herman Pieëte
- Production : Hilde De Laere et Lore Pierreux
- Sociétés de production : Woestijnvis, Millstreet Films et FBO
- Sociétés de distribution : CGR Events
- Pays de production :  Belgique et  Pays-Bas
- Langue originale : flamand et néerlandais
- Format : couleur — 2,35:1
- Genre : Drame biographique
- Durée : 138 minutes
- Dates de sortie :
  - Belgique : 26 octobre 2022
  - Pays-Bas : 12 janvier 2023
  - France : 21 juin 2023

## Distribution
Sauf indication contraire ou complémentaire, les informations mentionnées dans cette section proviennent du générique de fin de l'œuvre audiovisuelle présentée ici.
- Jonas Vermeulen (nl) : Frank Verstraeten (nl)
- Charlotte Timmers : Vanessa Goossens
- Matteo Simoni : Dennis Black Magic
- Barbara Sarafian : Marleen, la mère de Frank
- Frank Vercruyssen : Nico Tackaert
- Dirk Roofthooft : Herman, le père de Vanessa
- Geert Van Rampelberg : Dimi
- Milorad Kapor : Marius
- Ward Kerremans : DJ Deca
- Poal Cairo : Gino
- Ella Leyers : Nadine, l'actrice X
- Bobbi Eden : la présentatrice du pornoster